# Liste der Monuments historiques in Saint-Martin-la-Garenne
Die Liste der Monuments historiques in Saint-Martin-la-Garenne führt die Monuments historiques in der französischen Gemeinde Saint-Martin-la-Garenne auf.

## Liste der Bauwerke
| Bezeichnung                                        | Beschreibung | Standort | Kennzeichnung | Schutzstatus | Datum | Bild |
| -------------------------------------------------- | ------------ | -------- | ------------- | ------------ | ----- | ---- |
| Église aux Moines, ehemalige Kirche eines Priorats |              | (Lage)   | PA00087638    | Inscrit      | 1937  |      |

## Liste der Objekte
- Monuments historiques (Objekte) in Saint-Martin-la-Garenne in der Base Palissy des französischen Kultusministeriums